# Pericrocotus brevirostris
El minivet piquicorto (Pericrocotus brevirostris) es una especie de ave paseriforme de la familia Campephagidae que vive en el este de Asia.

## Descripción

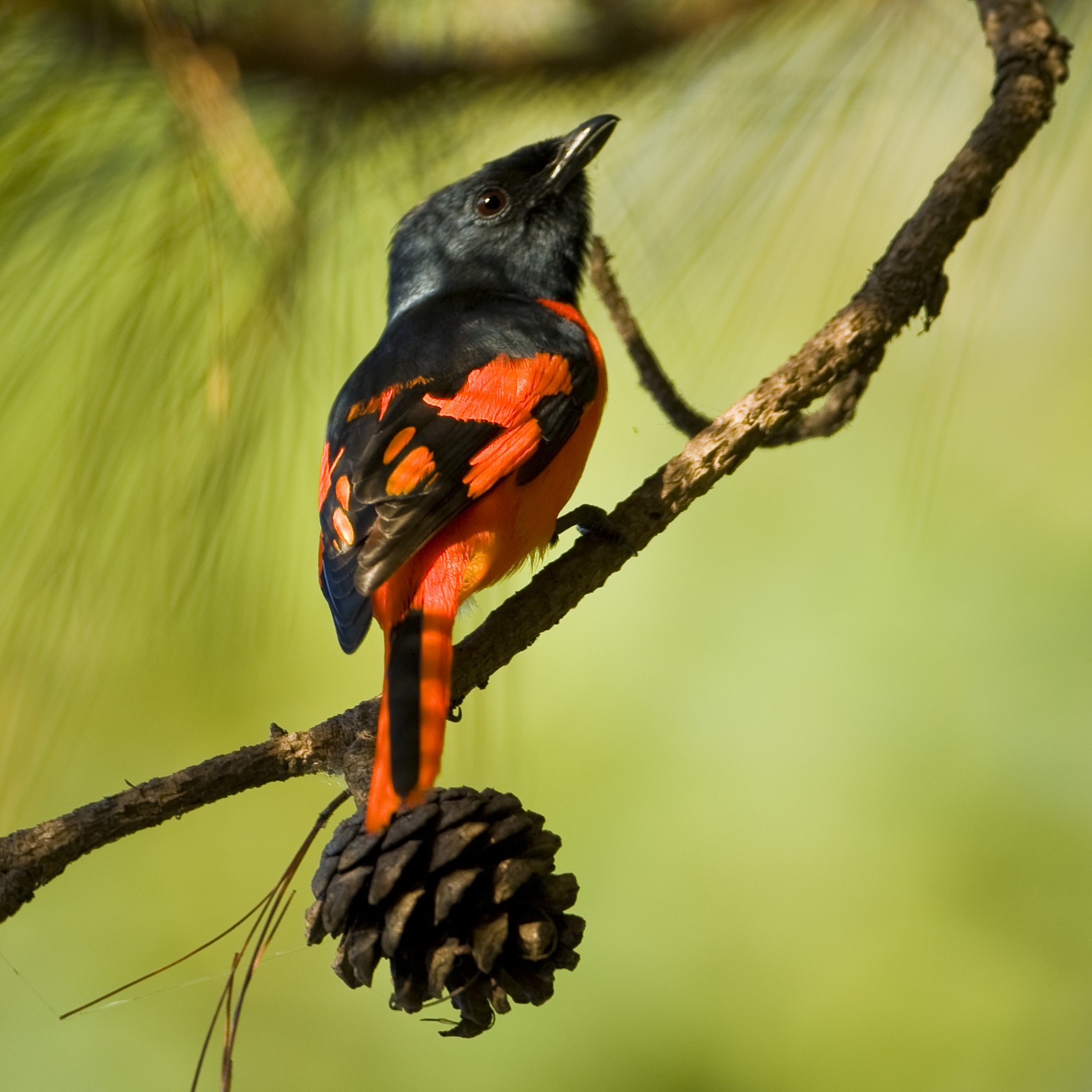
macho

El minivet piquicorto es un pájaro de larga cola y pico puntiagudo, que mide entre 17,5 y 19,5 cm de longitud total. Presenta un marcado dimorfismo sexual. Los machos tienen la cabeza y las partes superiores de color negro con brillos azulados, excepto el obispillo y una amplia franja en las alas que son de color rojo intenso, como las partes inferiores. En cambio, las hembras son de color amarillo intenso en las zonas que los machos tienen rojas, además de en la frente, mejillas y garganta; y tienen la espalda y el píleo grisáceos.

## Distribución
Se extiende por los bosques subtropicales y de montaña desde el Himalaya oriental hasta el sur de China y las regiones más septentrionales del sudeste asiático, distribuido por Bangladés, Birmania, Bután, China, el noreste de India, Laos, Nepal, Tailandia y Vietnam.